# Bellingroth
Bellingroth ist ein Ort in der Gemeinde Engelskirchen im Oberbergischen Kreis in Nordrhein-Westfalen in Deutschland.

## Lage und Beschreibung
Der Ort liegt rund drei Kilometer östlich von Engelskirchen am südlichen Rande des Tals der Agger und ist über die Anschlussstelle Engelskirchen der Bundesautobahn 4 sowie die Bundesstraße 55 zu erreichen.

## Geschichte

### Erstnennung
Um 1280 wurde der Ort zum ersten Mal urkundlich erwähnt, ein Henricus de Belkinrode ist genannt im Verzeichnis der Einkünfte der Abtei Siegburg.

## Freizeit

### Vereinswesen
- Schützen- und Bürgerverein Kaltenbach/Bellingroth 1925 e. V. „Die Schimmelhäuer“

## Bus und Bahnverbindungen

### Linienbus
Haltestelle: Bellingroth
- 319 (Ründeroth - ) Bielstein - Drabenderhöhe ( - Much) (OVAG)